# Limosina bovina
Limosina bovina är en tvåvingeart som först beskrevs av Robineau-desvoidy 1830.  Limosina bovina ingår i släktet Limosina och familjen hoppflugor.
Artens utbredningsområde är Frankrike. Inga underarter finns listade i Catalogue of Life.